# Стрелок (посёлок)
Стрело́к — посёлок при железнодорожном разъезде в Шкотовском районе Приморского края, входит в состав Подъяпольского сельского поселения.

## География
Посёлок находится на железнодорожной ветке Смоляниново — Дунай, в месте ответвления от неё ветки на город Фокино, на расстоянии 45 км от посёлка городского типа Смоляниново, административного центра района, и 115 км от города Владивосток, административного центра края.

## История
В 1972 году посёлок Линда переименован в Стрелок.

## Население
| 1915 | 2002 | 2008 | 2010 |
| ---- | ---- | ---- | ---- |
| 172  | ↘24  | ↗27  | ↘21  |

## Улицы
В населённом пункте имеется одна улица — Вокзальная.